# Еванджелін Ліллі
Ніколь Еванджелін Ліллі (англ. Nicole Evangeline Lilly; нар. 3 серпня 1979, Альберта) — канадська акторка. Відома виконанням ролі Кейт Остін у драмі «Загублені», за яку була номінована на премію «Золотий глобус».

## Біографія

### Ранні роки
Народилася 3 серпня 1979 в Форт-Саскачевані (провінція Альберта, Канада). Її батько — викладач економіки, мати — косметичний консультант. Також у Еванджелін є дві молодші сестри.
Перед тим, як покинути Форт-Саскачеван у віці 10 років, Еванджелін встигла змінити три школи. З 14 років вона була волонтером в організаціях, що допомагають дітям; в 18 відправилася в філіппінські джунглі у складі місіонерської групи, жила там в трав'яній хатині, побувала в чотирнадцятьох країнах світу. Ліллі — колишня стюардеса компанії «Royal Aviation», в результаті чого дуже добре володіє французькою мовою.

### 2002-2003: Початок кар'єри

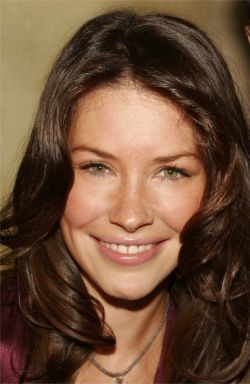
2007 рік

Акторська кар'єра Ліллі почалася, коли її помітив агент модельної агенції Ford models, коли вона проводила час у Келоуні, Британська Колумбія. Вона взяла візитівку агента, але не одразу почала займатися акторством. Врешті-решт вона зателефонувала, і агентство знайшло їй кілька ролей у рекламних роликах та немовних ролей у серіалах «Смолвілль» та «Королівська лікарня» Вона також брала участь у шоу новин та оглядів відеоігор на ігровому телевізійному каналі G4TV.

### 2004-2007: Прорив з Втраченими
Наприкінці 2003 року подруга порадила Ліллі пройти прослуховування для серіалу «Загублені» на каналі ABC, але вона не очікувала, що пройде кастинг[джерело?]. Кампанія секретності означала, що актори, які проходили прослуховування, не бачили повного сценарію, могли читати лише короткі сцени і знали лише основну передумову про людей, які вижили в авіакатастрофі на тропічному острові. Це нагадало Ліллі «Блакитну лагуну», і вона подумала, що «Загублені» «в кращому випадку буде посереднім телешоу». 75 жінок пройшли прослуховування на роль Кейт Остін. Сценарист і співтворець Деймон Лінделоф сказав, що він і виконавчий продюсер і співтворець Джей Джей Абрамс «...перемотували касету, і він побачив її і сказав: «Це та дівчина!» Персонаж ледь не довелося переробляти, оскільки Ліллі мала проблеми з отриманням робочої візи для в'їзду в США. Її заявка нарешті була прийнята після майже 20 спроб; вона прибула на Гаваї на зйомки з запізненням на один день.
Серіал «Загублені» тривав шість сезонів, з 2004 по 2010 рр. Це було одне з найкращих шоу ABC у прайм-тайм, яке отримало одну премію «Золотий глобус» і десять премій «Еммі» у прайм-тайм, включаючи «Видатний драматичний серіал» у 2005 році, і було визнано найрейтинговішим телешоу десятиліття за версією IMDb. Ліллі було від 24 до 30 років під час показу шоу, вона з'явилася у 108 з 121 епізодів, оскільки її героїня, Кейт Остін, виконувала головну жіночу роль у шоу. У 2006 році вона була номінована на премію «Золотий глобус» за найкращу жіночу роль у драматичному телесеріалі. Роберт Б'янко з USA Today високо оцінив гру Ліллі в епізоді під назвою «Eggtown», сказавши, що вона була майже гідна премії «Еммі» в номінації «Видатна головна жіноча роль у драматичному серіалі». Після зйомок останнього епізоду «Загублених» Ліллі сказала, що розглядає можливість зробити перерву в акторській кар'єрі, щоб зосередити увагу на благодійності та гуманітарній роботі. У розмові зі Стервом вона сказала «Я розглядаю акторство як повсякденну роботу - це не моя мрія, це не моє все і вся» Вона каже, що використовує свої гучні ролі для подальших гуманітарних зусиль, а не для того, щоб досягти слави зірки.

### 2008 - 2011: Відома акторка
У 2008 році Ліллі з'явилася у фільмі «Володар бурі» режисера Кетрін Біґелоу. Фільм отримав широке визнання і був номінований у дев'яти категоріях на 82-й церемонії вручення премії «Оскар», вигравши шість з них, у тому числі за найкращий фільм.  Ліллі та актори отримали нагороду Готемського незалежного кінофестивалю за найкращу жіночу роль та нагороду Асоціації кінокритиків округу Колумбія за найкращий ансамбль. Того ж року Ліллі зіграла головну роль у психологічному трилері «Заручник смерті».
11 травня 2010 року Ліллі оголосила в програмі The View, що бути матір'ю є її головним пріоритетом, але їй подобається акторство як «денна робота», і вона продовжуватиме її, коли це буде можливо. Того року вона взяла невелику перерву і не контактувала з Голлівудом.
У 2011 році, незважаючи на відмову від низки кінопропозицій, Ліллі з'явилася в ролі Бейлі Таллет, власниці боксерського залу, у фільмі «Реальна сталь» разом з Г'ю Джекманом. Вона погодилася на роль після того, як режисер Шон Леві надіслав їй сценарій. Леві зазначив, що Ліллі «чудова на вигляд» і що йому «потрібен був хтось, хто, як ви вважаєте, виріс у чоловічому світі; Бейлі потрібно було мати силу і твердість, але не в збиток її жіночності». «Справжня сталь» була номінована на 84-й церемонії вручення премії «Оскар» за найкращі візуальні ефекти.
Під час промоції фільму Ліллі відмовила Джекману в ролі у франшизі «Люди Ікс», зазначивши, що на той час «не захоплювалася фільмами про супергероїв». 

### 2012 - до тепер

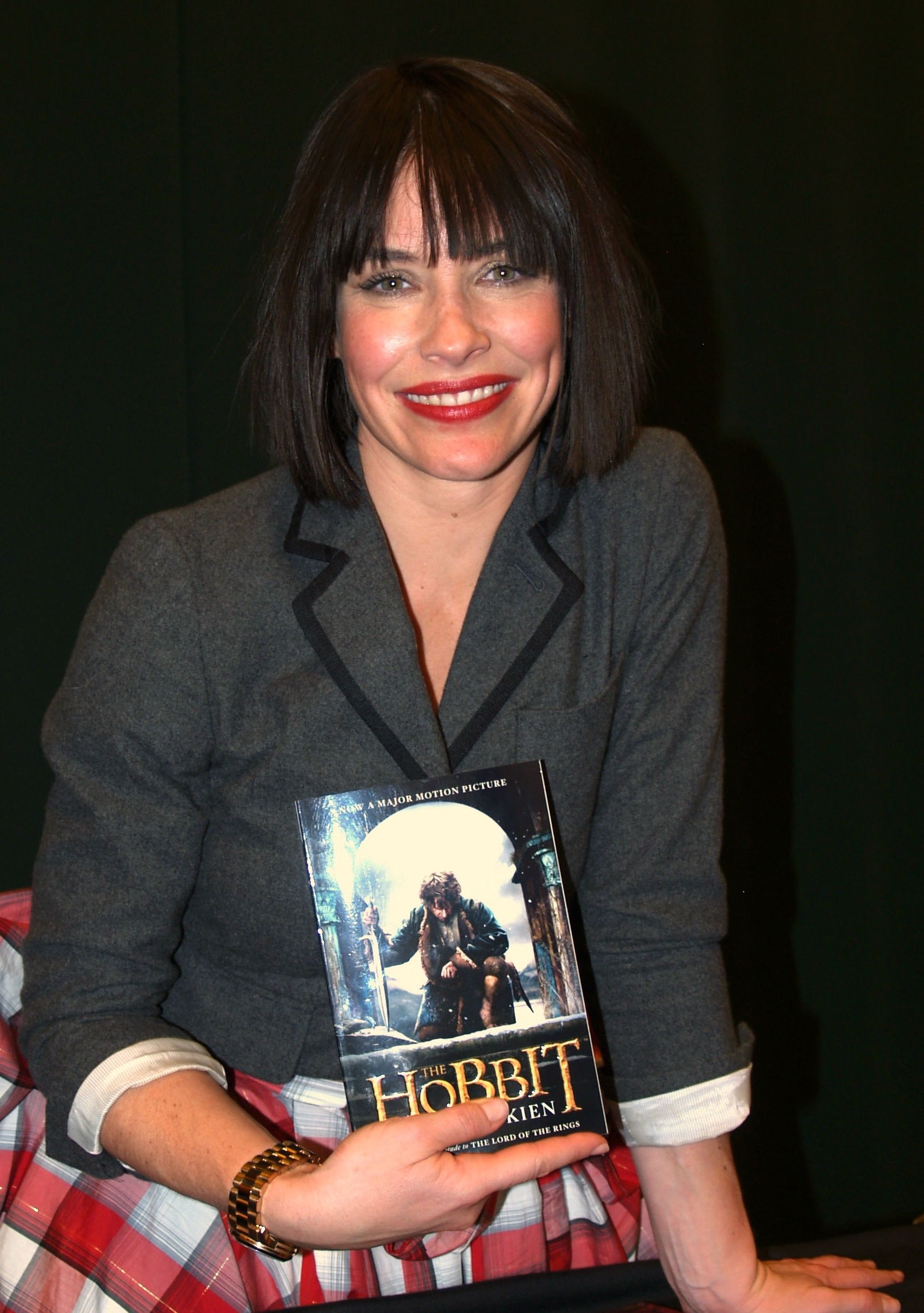
Ліллі 2014 рік

У 2012 році Ліллі отримала роль ельфійки Лихолісся Тауріель у трисерійній екранізації Пітера Джексона «Гоббіт» Дж. Р. Р. Толкіна. Персонаж, якого немає в оригінальній книзі Толкіна, був створений Пітером Джексоном і Френ Волш як голова ельфійської гвардії. Для цієї ролі Ліллі пройшла тренування з фехтування на мечах, стрільби з лука та розмови ельфійською мовою.  Ліллі описала Тауріель, як нонконформістку, зазначивши, що вона схильна «бунтувати проти встановленого соціального порядку ельфів». Ліллі з'явилася як персонаж у фільмі «Хоббіт: Пустка Смога» (2013) та його продовженні, «Хоббіт: Битва п'яти воїнств» (2014).
У 2015 році Ліллі зіграла Гоуп ван Дайн, дочку Хенка Піма і Джанет ван Дайн у фільмі про супергероїв «Людина-мураха». Ліллі описала свою героїню, як «здібну, сильну і круту», але сказала, що виховання двома супергероями призвело до того, що Гоуп стала «досить зіпсованою людською істотою [. ...] і моє ім'я чітко вказує на те, що я не є великою прихильницею свого батька, тому я взяла ім'я матері». Ліллі також підписала багатосерійний контракт з Marvel. Фільм отримав загалом позитивні рецензії.
У 2017 році Ліллі знялася у фільмі жахів Netflix «Маленьке зло» разом з Адамом Скоттом. У 2018 році вона повторила свою роль Ван Дайн у фільмі «Людина-мураха і Оса» (2018), одягнувши мантію супергероя Оси, яку дражнили в першому фільмі під час сцени з фінальними титрами. Фільм отримав загалом позитивні відгуки, а гра Ліллі була високо оцінена. Оса стала першою супергероїнею, яка стала титульним персонажем у фільмі MCU. У 2019 році Ліллі також повторила свою роль у фільмі «Месники: Завершення» (2019).
У 2021 році вона знялася разом з Армі Гаммер і Ґері Олдменом фільмі «Трафік» режисера Ніколаса Ярекі. Того ж року вона також знялася у фільмі «На південь від раю» разом з Джейсоном Судейкісом і Майком Колтером. Остання отримала нагороду за найкращу жіночу роль на Міжнародному кінофестивалі AFIN. Ліллі також озвучила альтернативну версію Оси в анімаційному серіалі «А що, як...?» на каналі «Дісней» (2021), а також озвучила Ван Дайну в епізоді «А що як... Зомбі?!», і отримала позитивні відгуки.
У лютому 2023 року Ліллі повторила свою роль Оси у фільмі «Людина-мураха та Оса: Квантоманія», що вийшов, як перший фільм п'ятої фази Кіновсесвіту. Того ж місяця було оголошено, що Ліллі озвучить персонажа в англійській версії анімаційного історичного епічного ізраїльського фільму «Легенда про руйнування», який спочатку був випущений в 2021 році на івриті. Ліллі має озвучити «останню єврейську королеву, Береніку Кілікійську, яка робила все можливе, щоб захистити свій народ  навіть ціною власного життя», що, за словами Ліллі, «дійсно жорстоко і сумно, але це правда».
У червні 2024 року Ліллі оголосила, що «відходить» від акторської діяльності.

## Хоббі
Захоплюється катанням на ковзанах, каное, сноубордом та скелелазанням. Займається доброчинністю, частину своїх гонорарів перераховує на рахунки доброчинних фондів. Бере участь у соціальній шкільній програмі із захисту від насильників Just Yell Fire.

## Особисте життя
Ліллі була одружена з Мюрреєм Хоуном з 2003 по 2004 роки. З 2004 по 2007 роки вона перебувала у стосунках з колегою по серіалу «Загублені» Домініком Монаганом. 2010 року Ліллі почала зустрічатися з Норманом Калі. Вона народила їхню першу дитину, сина, у 2011 році. Друга дитина, ще один син, народився у жовтні 2015 році.
Ліллі була вихована в баптистській та менонітській церквах і описувала себе, як «дуже побожну та євангельську». Вона займається гуманітарною роботою в Руанді вже 13 років. Ліллі керує неурядовою організацією в Руанді.
20 грудня 2006 року через проблеми з електрикою загорівся будинок Ліллі в Кайлуа, Гаваї, знищивши будинок і все її майно, поки вона перебувала на зйомках серіалу «Загублені». Хоча вона втратила всі свої речі, вона сказала, що пожежа була «майже визволенням» і що вона «не поспішає знову захаращувати своє життя».
16 березня 2020 року Ліллі отримала неоднозначну реакцію, коли відмовилася від самоізоляції під час пандемії COVID-19, сказала, що це «звичайний бізнес» в Instagram, і заявила, що цінує «свободу більше, ніж [своє] життя». 26 березня вона вибачилася за свої коментарі і назвала їх «зневажливими, зарозумілими і загадковими». 27 січня 2022 року вона опублікувала в Instagram фотографію, на якій видно, що вона взяла участь у марші проти мандатів на вакцинацію від COVID-19 у Вашингтоні, округ Колумбія, і заявила, що «ніхто ніколи не повинен бути змушений вводити собі щось проти своєї волі». 18 лютого, на тлі протесту канадської колони проти федеральних мандатів на вакцинацію від COVID-19, вона закликала прем'єр-міністра Канади Джастіна Трюдо зустрітися з протестуючими.

## Фільмографія

### Фільми
| Рік  |   | Українська назва                  | Оригінальна назва                         | Роль                |
| ---- | - | --------------------------------- | ----------------------------------------- | ------------------- |
| 2003 | ф | Кіно про Ліззі Макгвайр           | The Lizzie McGuire Movie                  | поліціантка         |
| 2003 | ф | Фредді проти Джейсона             | Freddy vs. Jason                          | студентка           |
| 2004 | ф | Білі ципоньки                     | White Chicks                              | гостя на вечірці    |
| 2005 | ф | Довгий вікенд                     | The Long Weekend                          | Сімон               |
| 2008 | ф | Володар бурі                      | The Hurt Locker                           | Конні Джеймс        |
| 2008 | ф | Заручник смерті                   | Afterwards                                | Клер                |
| 2011 | ф | Реальна сталь                     | Real Steel                                | Бейлі Теллет        |
| 2013 | ф | Хоббіт: Пустка Смога              | The Hobbit: The Desolation of Smaug       | Тауріель            |
| 2014 | ф | Хоббіт: Битва п'яти воїнств       | The Hobbit: The Battle of the Five Armies | Тауріель            |
| 2015 | ф | Людина-мураха                     | Ant-Man                                   | Гоуп ван Дайн       |
| 2017 | ф | Маленьке зло                      | Little Evil                               | Саманта             |
| 2018 | ф | Людина-мураха та Оса              | Ant-man and The Wasp                      | Гоуп ван Дайн / Оса |
| 2019 | ф | Месники: Завершення               | The Avengers: Endgame                     | Гоуп ван Дайн / Оса |
| 2021 | ф | Трафiк                            | Crisis                                    | Клер Рейман         |
| 2021 | ф | На південь від раю                | South of Heaven                           | Енні Рей            |
| 2023 | ф | Людина-мураха та Оса: Квантоманія | Ant-Man and the Wasp: Quantumania         | Гоуп ван Дайн / Оса |

### Серіали
| Рік       |    | Українська назва               | Оригінальна назва         | Роль                                                       |
| --------- | -- | ------------------------------ | ------------------------- | ---------------------------------------------------------- |
| 2002—2004 | с  | Таємниці Смолвіля              | Smallville                | подружка Вейда, дівчина в кінотеатрі, школярка (4 епізоди) |
| 2003      | с  | Поклик Тру                     | Tru Calling               | гостя на вечірці (S1-E7)                                   |
| 2003      | тф | Вкрасти Синатру                | Stealing Sinatra          | модель у рекламі                                           |
| 2004      | с  | Королівський шпиталь           | Kingdom Hospital          | дівчина Бентона (S1-E8)                                    |
| 2004—2010 | с  | Загублені                      | Lost                      | Кейт Остін (6 сезонів)                                     |
| 2021      | мс | А що як...?                    | What If...                | Гоуп ван Дайн / Оса (S1-E5)                                |
| 2023      | с  | Marvel Studios: Загальний збір | Marvel Studios: Assembled | себе (The Making of Ant-Man and the Wasp: Quantumania)     |

### Відеоігри
| Рік  | Назва                     | Голосовая роль       | Примітки |
| ---- | ------------------------- | -------------------- | -------- |
| 2018 | Call of Duty: Black Ops 4 | Саванна Мейсон-Мейер |          |
| 2019 | Avengers: Damage Control  | Гоуп ван Дайн / Оса  |          |